# 목갈라나 3세
목갈라나 3세(싱할라어: මොග්ගල්ලාන ෩, 536년 ~ 614년 3월 11일)는 아누라다푸라 왕국 모리야 왕조의 제16대 군주였다. 그는 상가 티사 2세의 뒤를 이어 아누라다푸라 국왕으로 즉위하였으며, 실라메가바나에게 왕위를 물려주었다.

## 같이 보기
- 스리랑카의 역사